# NXT TakeOver: Brooklyn III
NXT TakeOver: Brooklyn III foi um evento de luta livre profissional produzido pela WWE e transmitido pelo WWE Network para o seu território de desenvolvimento, o WWE NXT. Ocorreu em 19 de agosto de 2017, no Barclays Center em Brooklyn, Nova Iorque. Este foi o décimo sexto evento do NXT TakeOver e o quarto a acontecer em 2017.

## Antes do evento
NXT TakeOver: Brooklyn III teve combates de luta livre profissional de diferentes lutadores com rivalidades e histórias pré-determinadas, que se desenvolveram no WWE NXT, programa do território de desenvolvimento da WWE que é transmitido pelo WWE Network. Os lutadores interpretaram um vilão ou um mocinho seguindo uma série de eventos para gerar tensão, culminando em várias lutas.

## Resultados
| Nº                                          | Resultados | Estipulações                                  | Tempo |
| ------------------------------------------- | --- | --------------------------------------------- | ----- |
| 1                                           | Andrade Almas derrotou Johnny Gargano | Luta individual                               | 13:30 |
| 2                                           | SAnitY (Alexander Wolfe e Eric Young) (com Killian Dain e Nikki Cross) derrotou The Authors of Pain (Rezar e Akam) (c) (com Paul Ellering) | Luta de duplas pelo NXT Tag Team Championship | 12:00 |
| 3                                           | Aleister Black derrotou Hideo Itami | Luta individual                               | 12:40 |
| 4                                           | Asuka (c) derrotou Ember Moon por submissão                                                                                                | Luta individual pelo NXT Women's Championship | 14:50 |
| 5                                           | Drew McIntyre derrotou Bobby Roode (c) | Luta individual pelo NXT Championship         | 22:25 |
| (c) – Refere-se aos campeões antes da luta. | |                                               |       |